# Algoritam rada i kapitala
Algoritam rada i kapitala predstavlja odnos između rada i kapitala. Teorijske osnove zasnivaju se na modelu po kojem rad oplođuje kapital i stvara dodatnu vrijednost. Svi pojavni oblici rada i kapitala svode se na angažirani i utrošeni rad i kapital, a mjere se parametrima novac i vrijeme.